# Краснознаменка (Костанайская область)
Краснознаменка (каз. Краснознаменка) — упразднённое село в Узункольском районе Костанайской области Казахстана. Входило в состав Ершовского сельского округа. Ликвидировано в 1990-е годы.

## Население
В 1989 году население села составляло 6 человек. Национальный состав: русские.